# 19 Puppis
19 Puppis (kurz 19 Pup) ist ein etwa 180 Lichtjahre entfernter Stern im Sternbild Puppis mit einer scheinbaren Helligkeit von 4,7 mag.

## Trivia
Bei einer Beobachtung dieses Sterns am 22. Dezember 1836 glaubte John Herschel einen schwachen Nebel um diesen zu sehen, was später zum Eintrag NGC 2542 im New General Catalogue führte. Möglicherweise wurde er dabei von dem Begleiter des Hauptsterns in die Irre geleitet, der nur 2 Bogensekunden von diesem entfernt ist und bei einem Helligkeitsunterschied von 6,5 mag schwierig zu trennen gewesen sein dürfte.